# Iota Cephei
Iota Cephei (ι Cep, ι Cephei) ist ein Stern des nördlich zirkumpolaren Sternbildes Kepheus. Dieser Stern trägt keinen von der IAU anerkannten Sternnamen.
Der 3,67 mag helle Riesenstern hat einen zehnmal größeren Radius als die Sonne und befindet sich in einer Entfernung von 115 Lichtjahren.